# Chico Buarque
Chico Buarque (født 19. juni 1944 i Rio de Janeiro, Brasilien) er en brasiliansk forfatter, sanger og sangskriver. 
Buarque har i fyrre år været et stort navn som sanger og sangskriver i Brasilien, hvor han (med undtagelse af et par år i politisk eksil i Italien) har boet hele sit liv. Han har endvidere skrevet digte og skuespil.

## Diskografi
- 1966: Chico Buarque de Hollanda (Vol. 1)
- 1966: Morte e Vida Severina
- 1967: Chico Buarque de Hollanda (Vol. 2)
- 1968: Chico Buarque de Hollanda (Vol. 3)
- 1969: Umas e outras - compacto
- 1969: Chico Buarque na Itália
- 1970: Apesar de você
- 1970: Per un pugno di samba
- 1970: Chico Buarque de Hollanda (Vol. 4)
- 1971: Construção
- 1972: Quando o carnaval chegar
- 1972: Caetano e Chico juntos e ao vivo
- 1973: Chico canta
- 1974: Sinal fechado
- 1975: Chico Buarque & Maria Bethânia ao vivo
- 1976: Meus caros amigos
- 1977: Cio da Terra compacto
- 1977: Os saltimbancos
- 1977: Gota d'água
- 1978: Chico Buarque
- 1979: Ópera do Malandro
- 1980: Vida
- 1980: Show 1º de Maio compacto
- 1981: Almanaque
- 1981: Saltimbancos trapalhões
- 1982: Chico Buarque en espanhol
- 1983: Para viver um grande amor
- 1983: O grande circo místico
- 1984: Chico Buarque (Vermelho)
- 1985: O Corsário do rei
- 1985: Ópera do Malandro
- 1985: Malandro
- 1986: Melhores momentos de Chico & Caetano
- 1987: Francisco
- 1988: Dança da meia-lua
- 1989: Chico Buarque
- 1990: Chico Buarque ao vivo Paris le Zenith
- 1993: Para Todos
- 1995: Uma palavra
- 1997: Terra
- 1998: As cidades
- 1998: Chico Buarque da Mangueira
- 1999: Chico ao vivo
- 2001: Chico e as cidades (DVD)
- 2001: Cambaio
- 2002: Chico Buarque – Duetos
- 2003: Chico ou o país da delicadeza perdida (DVD)
- 2005: Meu Caro Amigo (DVD)
- 2005: A Flor da Pele (DVD)
- 2005: Vai passar (DVD)
- 2005: Anos Dourados (DVD)
- 2005: Estação Derradeira (DVD)
- 2005: Bastidores (DVD)
- 2006: O Futebol (DVD)
- 2006: Romance (DVD)
- 2006: Uma Palavra (DVD)
- 2006: Carioca (CD + DVD med dokumentaren Desconstrução)
- 2007: Carioca Ao Vivo
- 2011: Chico
- 2012: Na Carreira (DVD)